# Volo ČSA 540
Il volo ČSA 540 era un regolare servizio internazionale da Praga a Teheran passando per Damasco e Baghdad. Il volo, operato da un Ilyushin Il-62, si stava avvicinando alla pista 23R dell'Aeroporto Internazionale di Damasco il 20 agosto 1975. Il tempo era sereno, eppure si schiantò a 17 km (11 mi) dall'aeroporto contro una duna sabbiosa alle 01:13 ora locale. Morirono 126 persone su 128 passeggeri e membri dell'equipaggio in quello che all'epoca era il peggior disastro aereo della Siria, oltre che della ČSA.
La causa dell'incidente non è stata determinata in modo univoco, ma si presume che possa essere stata colpa di un errore umano.

## L'aereo
L'aereo, immatricolato come OK-DBF (numero di fabbrica 31502, seriale 15-02) e chiamato Brno Trade Fair, era un Ilyushin Il-62 da 174 posti di produzione sovietica. Era stato incluso nella flotta della CSA nel settembre 1973 volando per oltre 4000 ore, quindi aveva meno di 2 anni al momento dell'incidente. Il velivolo era stato progettato per le rotte a lunga distanza e quindi i suoi serbatoi contenevano una quantità significativa di carburante - circa 80 tonnellate. A bordo dell'aereo c'erano 117 passeggeri e undici membri dell'equipaggio, per un totale di 128 occupanti.

## L'equipaggio
- Il comandante (PIC) era il 54enne Ján Gajdoš. Aveva accumulato oltre 19.000 ore di volo, di cui oltre 3.000 sull'Il-62.
- Il primo ufficiale era il 50enne Stanislav Žižka. Vantava oltre 15.000 ore, di cui oltre 2.900 sull'Il-62.
- Navigatore - František Aulík
- Ingegnere di volo - Karel Hasman
- Ingegnere di volo di turno - Vladimír Hejduk
- Gli assistenti di volo erano: 
  - M. Peták
  - V. Vlachová
  - H. Šebestová
  - J. Dvořáková
  - M. Plescherová
  - J. Blagetova

Allo stesso tempo i piloti Gajdoš e Zizka, secondo i colleghi della compagnia aerea, avevano sperimentato un'antipatia personale l'uno per l'altro, fino a sfociare nell'odio; inoltre, Zižka era stato assegnato a questo equipaggio all'ultimo momento.

## Il volo
L'aereo operava il volo internazionale OK-540 sulla rotta Praga - Damasco - Baghdad - Teheran. In totale, a bordo c'erano 11 membri dell'equipaggio e 117 passeggeri. Il 19 gennaio alle 19:35 (18:35 UTC) l'IL-62 decollò dall'Aeroporto di Praga-Ruzyně.
Il livello di volo assegnato era 210 (21 mila piedi o 6400 metri). Dopo tre ore e mezza di volo, l'aereo si avvicinò al primo scalo di Damasco. Intorno all'01:00 ora locale (22:00 UTC), dopo aver sorvolato Beirut, l'equipaggio ricevette dai controllori del traffico aereo libanesi l'istruzione di passare sulla frequenza radio dei controllori del traffico aereo siriani. Alle 01:02 i piloti contattarono il centro di controllo di Damasco. Il controllore comunicò all'equipaggio di avvicinarsi alla pista 23R, dopo di che diede il permesso di scendere a un'altitudine di 11 mila piedi (3350 metri), nonché un bollettino meteorologico: vento 230°, 10 nodi (18 km/h), sereno, buona visibilità, pressione dell'aerodromo di 1010 hPa. Era una notte limpida e senza luna.
Secondo lo schema di avvicinamento, l'aereo avrebbe dovuto, volando verso est ad un'altitudine di 4000 piedi (1200 metri) sul livello del mare, superare il VOR, quindi svoltare a sinistra con una discesa e, dopo aver superato nuovamente il VOR, entrare nel diritto di pre-atterraggio. Alle 01:09 l'equipaggio riferì dell'avvicinamento al VOR, dopo di ché il controllore dell'aeroporto di Damasco diede il permesso di atterrare. L'equipaggio confermò l'autorizzazione e ripeté le condizioni di atterraggio: pista 23R, pressione barometrica all'aeroporto 1010 hPa. Questa fu l'ultima comunicazione con il volo OK-540.
Dopo 4 minuti, alle 01:13 ora locale (19 agosto 22:13 UTC), l'IL-62, totalmente al buio, svoltò a sinistra per 17 chilometri dalla fine della pista, si schiantò con il carrello di atterraggio anteriore e l'ala sinistra contro una duna di sabbia. Schiantandosi al suolo, l'aereo di linea si distrusse e bruciò. La scia dei detriti era lunga quasi un chilometro. A causa dell'inaccessibilità del luogo, i soccorsi arrivarono dopo solo 45 minuti. Tra i rottami furono trovati due sopravvissuti: una bambina (secondo alcune fonti residente in Cecoslovacchia, secondo altri in Giordania) e uno studente arabo di 30 anni. Trovarono anche un'altra ragazza sopravvissuta, che però morì più tardi in ospedale per le ferite riportate. In totale, nello schianto morirono 126 persone: 115 passeggeri, tra cui il famoso regista polacco di teatro e d'opera Konrad Svinarski, e tutti e 11 i membri dell'equipaggio. Questo è il più grande incidente aereo in Siria e nella storia della compagnia aerea cecoslovacca/ceca ČSA, nonché il quinto (al momento dell'incidente il terzo) più grande incidente di un Il-62.

## Le cause
L'indagine sul disastro venne complicata dal fatto che i nastri magnetici dei registratori di volo erano rimasti danneggiati nell'incendio. L'autopsia mostrò che ad avere il comando dell'aereo in quel momento era il copilota Žižka, poiché il comandante Gajdoš era in uno stato rilassato. Quest'ultimo aveva pure un tasso alcolemico piuttosto elevato. Come è stato poi stabilito beveva birra, ma a quel tempo era permesso. La stessa traiettoria di volo indicava una tipica collisione conseguente a un volo controllato contro il suolo, perché i piloti non conoscevano la loro reale altitudine. L'altimetro barometrico del comandante fu trovato intatto ed era impostato correttamente. Tuttavia era il copilota a pilotare l'aereo in quel momento, ma il suo altimetro era distrutto. È molto probabile che durante l'impostazione della pressione sull'altimetro, Žižka avesse erroneamente impostato la pressione al livello del mare, non al livello dell'aeroporto, il che sottostimava l'altitudine reale di 2.000 piedi (610 metri) - l'altitudine dell'aeroporto sul livello del mare, il tutto facilitato anche dal fatto che in condizioni di scarsa illuminazione dell'abitacolo si possono confondere i numeri 0, 6 e 9. Anche i rapporti interpersonali dei piloti giocarono un ruolo nella tragedia, per cui il comandante non aiutò il co-pilota in questa difficile situazione e non lo avvertì dell'altitudine pericolosamente bassa. L'aeroporto di Damasco non era dotato di un radar secondario, quindi il controllore non poteva vedere l'Il-62 scendere al di sotto del percorso di planata e non poteva avvertire l'equipaggio.
Il rapporto finale indicava che la causa più probabile del disastro fu l'impostazione della pressione al livello del mare sugli altimetri, invece della pressione dell'aeroporto. I problemi di interazione tra i membri dell'equipaggio non sono stati nemmeno menzionati nel rapporto.

## Teoria cospirazionista
C'è una teoria secondo cui il volo 540 fosse stato deliberatamente abbattuto dalle forze siriane. Pochi giorni prima del disastro era stata aperta a Praga un'ambasciata dell'Organizzazione per la liberazione della Palestina (OLP) - è molto probabile che abbattendo un aereo cecoslovacco, la Siria volesse protestare contro questa decisione. Questa teoria si diffuse perché dopo 40 giorni (il 30 settembre), durante l'atterraggio all'aeroporto di Beirut, in circostanze poco chiare, si schiantò un Tu-154 (volo MA 240) della compagnia ungherese Malév il giorno dopo l'apertura dell'ambasciata dell'OLP a Budapest.
La teoria che l'Il-62 cecoslovacco sia stato abbattuto non è stata ancora confermata o confutata.